# Sztiliták

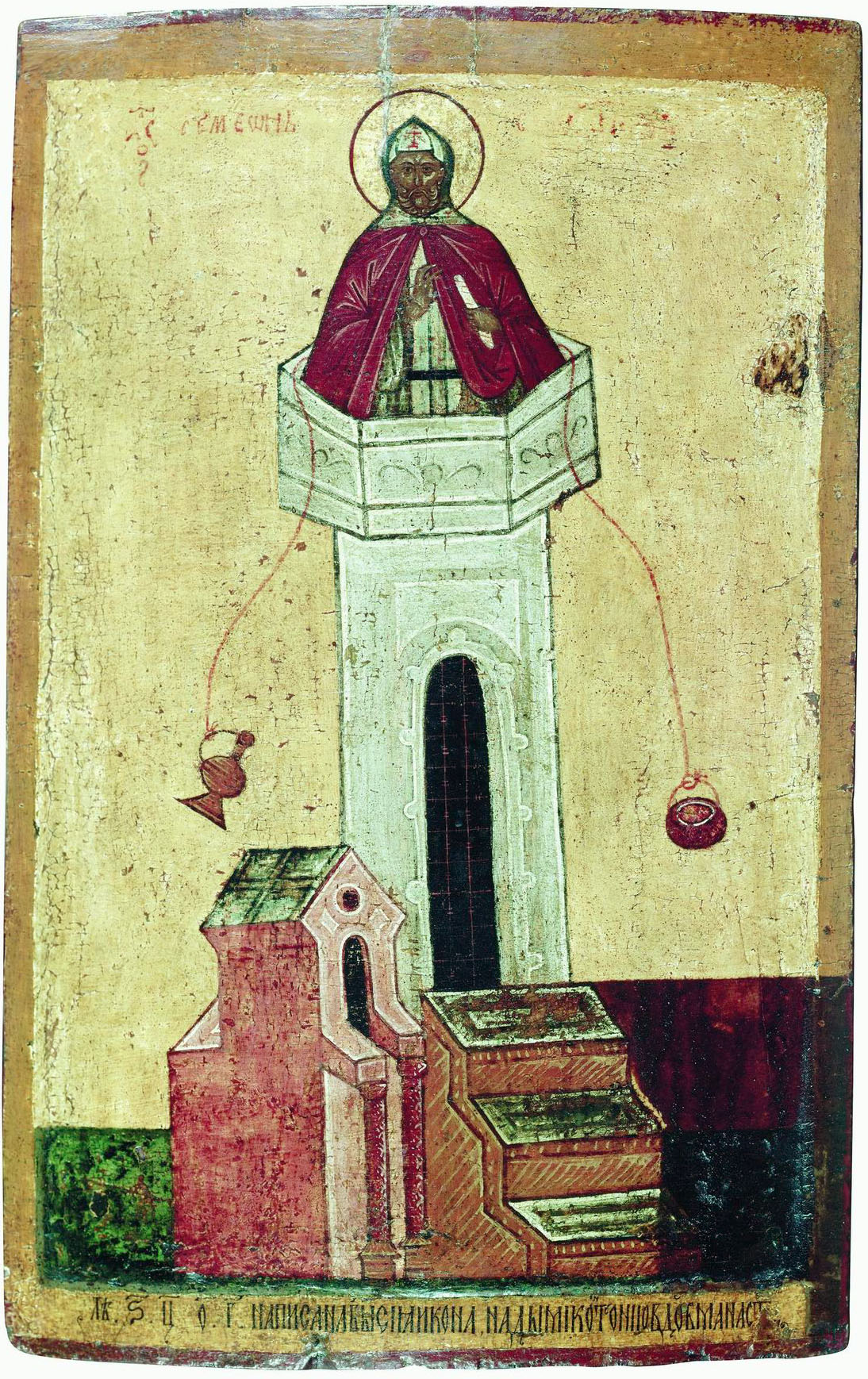
Idősebb Oszlopos Szent Simeon (orosz ikon, 1465)

Sztiliták vagy stiliták (latin stylita, ejtsd: 'sztilita, sztülita', ógörögül: στυλίτης, sztülitész) vagy magyarosan oszloposok, olyan aszkéta remeték, illetve szerzetesek voltak, akik az ókor és középkor idején életük egy – jelentős – részét valamilyen oszlopon vezekelve töltötték.

## Meghatározás
A sztilitizmus egyes nézetek szerint nem keresztény gyökerű életforma. Érvként hozzák fel, hogy Szamoszatai Lukiánosz (120–180) vándorszónok és író szerint a Kr. e. II. században Hierapoliszban élt egy pogány férfi, aki évente kétszer két hetet egy oszlopon töltött elmélyült szemlélődésben.
Csak a 4. században jelentek meg Keleten az első keresztény aszkéták, akik néhány méter magas oszlopon éltek, imádkoztak, vezekeltek, kitéve magukat az időjárás viszontagságainak. Küroszi Theodorétosz szerint az első stylita Oszlopos Simeon volt, aki 423-tól kezdve 37 évig (459-ben halt meg) élt 16 méter magas oszlopán. A keresztény keleten az ő nyomán terjedt el a styliták mozgalma. A 6. században Szírián túl Mezopotámiában, Palesztinában, Egyiptomban, Bizáncban, később Oroszországban jelentek meg styliták.
Ezzel szemben Nyugaton nem talált követőkre ez az életforma. Tours-i Szent Gergely ad hírt (Historia Francorum VIII. c.15–17) róla, hogy egy Vulflagius nevű ember 585 körül próbálkozott a stylitia életmóddal, de a helyi püspök parancsára engedelmesen elhagyta az oszlopát.
Az aszkézis e sajátosan keleti formája a 16. században tűnt el véglegesen.

## Ismertebb sztiliták
- Idősebb Oszlopos Szent Simeon (388 – 459), az első keresztény sztilita[2]
- Oszlopos Szent Dániel (409 – 493), Konstantinápolyban[2]
- Oszlopos Szent Alüpiosz (515 – 614), Hadrianopolisz vidékén[2]
- Ifjabb Oszlopos Szent Simeon (521 – 592), Antiokheia mellett 6 évtizedet töltött oszlopon[2]
- Harmadik Oszlopos Szent Simeon (7. század), Kilikia vidékén[4]
- Thesszalonikai Szent Euthümiosz (824 – 898), Thesszalonikában[5]
- Oszlopos Szent Lukács (879 – 979), Khalkédón környékén[2]
- Csodatévő Szent Lázár (967 – 1053), Epheszosz közelében[2]
- Oszlopos Szent Nikétasz (Nyikita, ? – 1186),[6] Pereszlavl-Zalesszkij mellett[7]
- Vyserszki Szent Szabbasz (Száva, ? – 1460), Novgorod környékén[8]
- A sztiliták késői követője volt Szarovi Szent Szerafim (1759 – 1833) orosz remete, aki az erdőben a sztiliták módjára az éjszakát egy sziklán állva töltötte, s ismételte szüntelen: "Jézus Krisztus, az élő Isten Fia, irgalmazz nekem, bűnösnek!".[9]